# Triplophysa orientalis
Triplophysa orientalis е вид лъчеперка от семейство Nemacheilidae.

## Разпространение
Видът е разпространен в Китай (Анхуей, Вътрешна Монголия, Гансу, Гуейджоу, Джъдзян, Дзянси, Съчуан, Тибет, Хубей, Хунан, Хъбей, Хънан, Цинхай, Чунцин, Шандун, Шанси, Шънси и Юннан).